# Natural Language Toolkit
Библиотека NLTK, или NLTK, — пакет библиотек и программ для символьной и статистической обработки естественного языка, написанных на языке программирования Python. Содержит графические представления и примеры данных. Сопровождается обширной документацией, включая книгу с объяснением основных концепций, стоящих за теми задачами обработки естественного языка, которые можно выполнять с помощью данного пакета.
NLTK хорошо подходит для студентов, изучающих компьютерную лингвистику или близкие предметы, такие как эмпирическая лингвистика, когнитивистика, искусственный интеллект, информационный поиск и машинное обучение. NLTK с успехом используется в качестве учебного пособия, в качестве инструмента индивидуального обучения и в качестве платформы для прототипирования и создания научно-исследовательских систем. NLTK является свободным программным обеспечением. Проект возглавляет Стивен Бёрд.